# Уист, Дайан
Дайан Эвелин Уист (англ. Dianne Evelyn Wiest; род. 28 марта 1948, Канзас-Сити, Миссури, США) — американская актриса. Лауреат двух премий «Оскар» (1987, 1995), двух премий «Эмми» (1997, 2008), премии «Золотой глобус» (1995) и двух «Премий Гильдии киноактёров США» (1995, 1997).
Наиболее известные фильмы и телесериалы с участием Дайан Уист: «Ханна и её сёстры» (1986), «Дни радио» (1987), «Родители» (1989), «Эдвард Руки-ножницы» (1990), «Пули над Бродвеем» (1994), «Клетка для пташек» (1996), «Дорога в Эйвонли» (1996), «Десятое королевство» (2000), «Пациенты» (2008—2010), «Кроличья нора» (2010) и «Жизнь в деталях» (2015—2016).

## Биография
Дайан Уист родилась 28 марта 1948 года, в Канзас-Сити, штат Миссури, США. Её мать, Энн Стюарт была медсестрой, а отец Бернард Джон Уист, был деканом в колледже и социальным работником для армии США. Мать Уист была шотландкой, а отец был американцем немецкого происхождения, приехавшим из Хорватии. Eё родители познакомились в Алжире. У актрисы есть два брата по имени Грег и Дон.
Её первоначальной целью было — стать балериной, но на последнем году обучения в американской средней школе «Nurnberg», она заинтересовалась театром. Уист окончила Мэрилендский университет в 1969 году, со степенью бакалавра искусств и наук.

## Карьера

### Театр
Дайан Уист изучала театральное мастерство в Мэрилендском университете, после третьего курса она решила оставить учёбу и отправилась в тур с Шекспировской театральной труппой. Позже она получила второстепенную роль в Нью-Йорке на Шекспировском театральном фестивале. Она также играла главную роль в пьесе Ибсена «Гедда Габлер», в Йельском репертуарном театре в Нью-Хейвене, Коннектикут, а после работала дублёршей на Бродвее.
Её бродвейский дебют состоялся в 1971 году в пьесе Роберта Андерсона Solitaire/Double Solitaire. Следующие четыре года она играла в театре в Вашингтоне. Она принимала участие в спектаклях «Наш городок», «Кто боится Вирджинии Вулф?», а также сыграла главные роли в пьесах «На дне» Максима Горького и «Дом, где разбиваются сердца» Бернарда Шоу.
В 1976 году, Уист приняла участие в Национальной конференции драматургов и сыграла главные роли в пьесах: «Пираты» (Эмми Грея) и «История американского фильма» (Кристофера Дугласа). Она также играла ведущую роль в пьесе Джо Паппса «Пепел», а после сыграла Кассандру в пьесе «Агамемнон» режиссёра Андрея Щербана. В 1979 году она появилась в роли Агнес, в пьесе Agnes of God в Уотерфорде.
После она появилась в двух пьесах Тина Хоу: «Музей» и «Арт-кафе». В последней, Уист играла застенчивую и неуклюжую писательницу Элизабет Бэрроу. За свои роли в этих пьесах она получила несколько театральных наград, а критики посчитали её выступление, как одно из самых перспективных.
Далее на Бродвее она появилась в спектакле «Франкенштейн» (1981), (pежиссёр Том Мур), а после сыграла роль Дездемоны в пьесе «Отелло» (1982), вместе с Джеймсом Эрлом Джонсом и Кристофером Пламмером. В течение 1980-х годов, она также сыграла в пьесе «Гедда Габлер», режиссёра Ллойда Ричардсона в Йельском Репертуарном театре, в пьесе Гарольда Пинтерса «Аляска» (1984 год, Манхэттенский театральный клуб), в пьесе Лэнфорда Уилсона «Серенады Луи» (1984) и в пьесе Януша Гловацкого «Охота на тараканов» (1987 год, Манхэттенский театральный клуб).

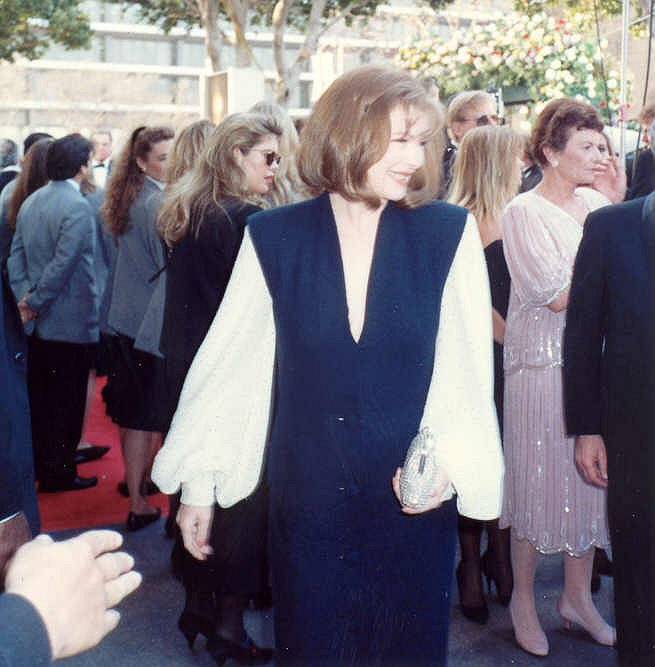
Дайан Уист на 62-й церемонии вручения премии «Оскар» в 1990 году

В 1990-х годах, Уист в основном снималась в кино, но всё же сыграла несколько ролей в пьесах: «Летний дом», «Одинокая площадь», «Платок» (роль Синтии Озик), и «Блоха» (роль Наоми Уоллесс). В 2003 году она появилась вместе с Аль Пачино и Марисой Томей в пьесе Оскара Уайльда «Саломея». В 2005 году она сыграла Кэтлин Толан в пьесе «По памяти дома», а после выступила на премьере пьесы «Венди Вассерштейнс» (режиссёр Дэниэл Салливан), в Линкольн-центре.
В 2009 году, Уист была приглашена на концерт, на национальной аллее в Вашингтоне, (округ, Колумбия), в честь Национального Дня памяти, в интервью с Кэти Холмс она радовалась возвращению американского ветерана Хосе Пекеньо, серьёзно раненого в Ираке. В 2010 году Уист работала в качестве приглашённого преподавателя в Колумбийском университете, работая с группой из 18 студентов.
Недавно в Нью-Йоркском театре, она сыграла роль Аркадиной в возрождённой бродвейской постановке «Чайка» (совместно с Аланом Каммингом в роли Тригорина) и Кейт Келлер в возрождённой Бродвейской постановке Артура Миллера «Все мои сыновья», (совместно с Джоном Литгоу, Патриком Уилсоном и Кэти Холмс).

### Кино и телевидение
Свою актёрскую карьеру Дайан Уист начала в 1975 году с небольших ролей в нескольких телесериалах и телефильмах. Прорывом в её карьере стала роль Холли в комедийном фильме Вуди Аллена, «Ханна и её сёстры» (1986). За свою роль в этом фильме Уист была удостоена премии «Оскар», в номинации «Лучшая женская роль второго плана», а также получила номинацию на премию «Золотой глобус» в 1987 году.
После она снялась в фильмах: «Дни радио» (1987), «Сентябрь» (1987), «Пропащие ребята» (1987) и «Яркие огни, большой город» (1988). В 1989 году актриса снялась в драматическо-комедийном фильме «Родители», за роль в котором была номинирована на премии «Оскар» и «Золотой глобус». В 1990 году Уист сыграла Пэг Боггс в фильме Тима Бёртона, «Эдвард Руки-ножницы», за роль в котором получила номинацию на премию «Сатурн», за «Лучшую женскую роль второго плана», а после сыграла роль психолога Джейн Грирсон, в режиссёрском дебюте Джоди Фостер, «Маленький человек Тейт» в 1991 году.
Через три года, Уист приняла участие в комедийном фильме Вуди Алена «Пули над Бродвеем» (1994), сыграв роль актрисы Хелен Синклер (совместно с Дженнифер Тилли, Джоном Кьюсаком, Чеззом Палминтери и др.). За свою роль в этом фильме Дайан Уист получила вторую премию «Оскар», премию «Золотой глобус» и «Премию Гильдии киноактёров США», за «Лучшую женскую роль второго плана» в 1995 году.
В 1996 году Уист сыграла второстепенную роль в фильме «Клетка для пташек», а после была приглашена на роль Лиллиан Хепуорт в телесериал «Дорога в Эйвонли», за эту роль она получила премию «Эмми», как «Лучшая приглашённая актриса в драматическом телесериале». После она снялась в фильмах «Заклинатель лошадей» (1998), «Практическая магия» (1998), в телефильме «Простая жизнь Ноя Дирборна» (номинация на премию «Эмми», «Лучшая женская роль второго плана в мини-сериале или фильме»), в мини-сериале «Десятое королевство» и др.
Следующей успешной работой актрисы стала роль доктора Джины Толл, в телесериале «Пациенты» (2008—2010). Эта роль принесла ей вторую премию «Эмми» в номинации «Лучшая женская роль второго плана в драматическом телесериале», а также номинации на премии «Эмми» и «Золотой глобус» в 2009 году. После в 2010 году Уист сыграла небольшую роль в драматическом фильме «Кроличья нора» (совместно с Николь Кидман, Аароном Экхартом, Сандрой О и др.).
Далее последовали роли в фильмах: «Странная жизнь Тимоти Грина» (2012), «Унижение» (2014), «Сёстры» (2015) и др. Кроме того, в 2015—2016 годах она снималась в сериале «Жизнь в деталях».
В 2018 году состоялась мировая премьера криминальной драмы Клинта Иствуда «Наркокурьер», снятой при участии актрисы. В 2020-м — на HBO Max вышла комедия Стивена Содерберга «Пусть говорят», в которой Уист появляется в компании таких актеров, как Мерил Стрип, Лукас Хеджес и Кэндис Берген.
В феврале 2021 года в российский прокат вышла криминальная комедия «Аферистка» с Розамунд Пайк в главной роли. Дайан Уист исполнила в фильме роль новой клиентки героини Пайк, превращающей её жизнь в ад. Сына Уист в картине сыграл Питер Динклейдж.

## Личная жизнь
Дайан Уист состояла в отношениях со своим агентом Сэмом Коном (1929—2009) на протяжении многих лет. У неё есть две приёмные дочери, Эмили (род. 1987) и Лили (род. 1991). В начале 2015 года, из-за отсутствия работы и возможности оплачивать съёмную квартиру с арендной платой чуть более пяти тысяч, Уист пришлось покинуть свои апартаменты на 79-й улице.

## Фильмография
| Год       |    | Русское название                      | Оригинальное название              | Роль                           |
| --------- | -- | ------------------------------------- | ---------------------------------- | ------------------------------ |
| 1975      | с  | Великие представления                 | Great Performances                 | Элизабет (Гертруда) Штерн      |
| 1975      | тф | —                                     | Zalmen: or, The Madness of God     | Нина                           |
| 1980      | ф  | Теперь мой ход                        | It's My Turn                       | Гэйл                           |
| 1982      | тф | Стена                                 | The Wall                           | Мейзи                          |
| 1982      | ф  | Танцую так быстро, как могу           | I'm Dancing as Fast as I Can       | Джулия Эддисон                 |
| 1983      | ф  | День независимости                    | Independence Day                   | Нэнси Морган                   |
| 1983      | тф | Опалённый яростью                     | The Face of Rage                   | Ребекка Хэммл                  |
| 1984      | ф  | Свободные                             | Footloose                          | Ви                             |
| 1984      | ф  | Влюблённые                            | Falling in Love                    | Изабель                        |
| 1985      | ф  | Пурпурная роза Каира                  | The Purple Rose of Cairo           | Эмма                           |
| 1986      | ф  | Ханна и её сёстры                     | Hannah and Her Sisters             | Холли                          |
| 1987      | ф  | Дни радио                             | Radio Days                         | Беа                            |
| 1987      | ф  | Сентябрь                              | September                          | Стефани                        |
| 1987      | ф  | Пропащие ребята                       | The Lost Boys                      | Люси Эмерсон                   |
| 1987      | тф | Снежный человек                       | Bigfoot                            |                                |
| 1988      | ф  | Яркие огни, большой город             | Bright Lights, Big City            | мама                           |
| 1989      | ф  | Родители                              | Parenthood                         | Хелен                          |
| 1989      | ф  | Плюшка                                | Cookie                             | Ленор                          |
| 1990      | с  | Закон и порядок                       | Law & Order                        | Нора Левин                     |
| 1990      | ф  | Эдвард Руки-ножницы                   | Edward Scissorhands                | Пэг Боггс                      |
| 1991      | ф  | Маленький человек Тейт                | Little Man Tate                    | Джейн Грирсон                  |
| 1994      | ф  | Фараоны и Робберсоны                  | Cops and Robbersons                | Хелен Робинсон                 |
| 1994      | ф  | Скаут                                 | The Scout                          | доктор Хелен Аарон             |
| 1994      | ф  | Пули над Бродвеем                     | Bullets Over Broadway              | Хелен Синклер                  |
| 1995      | ф  | Алкаши                                | Drunks                             | Рейчел                         |
| 1996      | ф  | Клетка для пташек                     | The Birdcage                       | Луиз Кили                      |
| 1996      | ф  | Компаньон                             | The Associate                      | Салли Дуган                    |
| 1996      | с  | Дорога в Эйвонли                      | Road to Anonlea                    | Лиллиан Хепуорт                |
| 1998      | ф  | Заклинатель лошадей                   | The Horse Whisperer                | Диана Букер                    |
| 1998      | ф  | Практическая магия                    | Practical Magic                    | тётя Бриджет Оуэнс             |
| 1999      | тф | Простая жизнь Ноя Дирборна            | The Simple Life of Noah Dearborn   | Сара Макклеллан                |
| 1999      | с  | Закон и порядок: Специальный корпус   | Law & Order: Special Victims Unit  | Нора Левин                     |
| 2000      | с  | Десятое королевство                   | The 10th Kingdom                   | Злая королева / Кристин Льюис  |
| 2001      | тф | —                                     | Echoes from the White House        |                                |
| 2001      | с  | Закон и порядок: Преступное намерение | Law & Order: Criminal Intent       | Нора Левин                     |
| 2001      | с  | Я — Сэм                               | I Am Sam                           | Энни Кассель                   |
| 2002      | ф  | Спасибо, доктор Рей                   | Merci Docteur Rey                  | Элизабет Бомонт                |
| 2004      | тф | Пронзающий тьму                       | The Blackwater Lightship           | Лили                           |
| 2004      | ф  | Категория 6: День катастрофы          | Category 6: Day of Destruction     | Ширли Эббот                    |
| 2005      | мф | Роботы                                | Robots                             | мисс Куппербот                 |
| 2006      | ф  | Как узнать своих святых               | A Guide to Recognizing Your Saints | Флори                          |
| 2007      | ф  | Посвящение                            | Dedication                         | Кэрол                          |
| 2007      | ф  | Влюбиться в невесту брата             | Dan in Real Life                   | Нана                           |
| 2008      | ф  | Пассажиры                             | Passengers                         | Тони                           |
| 2008      | с  | Возвращение Иезавель Джеймс           | The Return of Jezebel James        | Талья Томпкинс                 |
| 2008      | ф  | Нью-Йорк, Нью-Йорк                    | Synecdoche, New York               | Эллен Баскомб / Миллисент Уимс |
| 2008—2010 | с  | Пациенты                              | In Treatment                       | доктор Джина Толл              |
| 2009      | ф  | Гнев                                  | Rage                               | мисс Рот                       |
| 2010      | ф  | Кроличья нора                         | Rabbit Hole                        | Нэт                            |
| 2011      | ф  | Большой год                           | The Big Year                       | Бренда                         |
| 2012      | ф  | Самый близкий друг                    | Darling Companion                  | Пенни                          |
| 2012      | ф  | Странная жизнь Тимоти Грина           | The Odd Life of Timothy Green      | мисс Бернис Крудстаф           |
| 2012      | тф | Поправки                              | The Corrections                    | Энид                           |
| 2013      | с  | Чёрный список                         | The Blacklist                      | Рут Киплинг                    |
| 2014      | ф  | Унижение                              | The Humbling                       | Кэрол                          |
| 2015      | ф  | Сёстры                                | Sisters                            | Диана Эллис                    |
| 2015—2016 | с  | Жизнь в деталях                       | Life in Pieces                     | Джоан Шорт                     |
| 2018      | ф  | Наркокурьер                           | The Mule                           | Мэри                           |
| 2020      | ф  | Пусть говорят                         | Let Them All Talk                  | Сьюзан                         |
| 2021      | ф  | Аферистка                             | I Care a Lot                       | Дженнифер Питерсон             |
| 2021—2023 | с  | Мэр Кингстауна                        | Mayor of Kingstown                 | Мириам Макласки                |
| 2022      | мф | Папин дракон                          | My Father’s Dragon                 | носорог Айрис                  |
| 2026      | ф  | Практическая магия 2                  | Practical Magic 2                  | тётя Бриджет Оуэнс             |

## Награды и номинации
Полный список наград и номинаций на сайте IMDb.
| Награда                        | Год  | Категория                                                       | Работа                                | Результат |
| ------------------------------ | ---- | --------------------------------------------------------------- | ------------------------------------- | --------- |
| Оскар                          | 1987 | Лучшая женская роль второго плана                               | Ханна и её сёстры                     | Победа    |
| Оскар                          | 1990 | Лучшая женская роль второго плана                               | Родители                              | Номинация |
| Оскар                          | 1995 | Лучшая женская роль второго плана                               | Пули над Бродвеем                     | Победа    |
| BAFTA                          | 1988 | Лучшая женская роль второго плана                               | Дни радио                             | Номинация |
| Золотой глобус                 | 1987 | Лучшая женская роль второго плана — Кинофильм                   | Ханна и её сёстры                     | Номинация |
| Золотой глобус                 | 1990 | Лучшая женская роль второго плана — Кинофильм                   | Родители                              | Номинация |
| Золотой глобус                 | 1995 | Лучшая женская роль второго плана — Кинофильм                   | Пули над Бродвеем                     | Победа    |
| Золотой глобус                 | 2009 | Лучшая женская роль второго плана в мини-сериале или телефильме | Пациенты                              | Номинация |
| Эмми                           | 1997 | Лучшая приглашённая актриса в драматическом телесериале         | Дорога в Эйвонли                      | Победа    |
| Эмми                           | 1999 | Лучшая женская роль второго плана в мини-сериале или фильме     | Простая жизнь Ноя Дирборна            | Номинация |
| Эмми                           | 2008 | Лучшая женская роль второго плана в драматическом телесериале   | Пациенты                              | Победа    |
| Эмми                           | 2009 | Лучшая женская роль второго плана в драматическом телесериале   | Пациенты                              | Номинация |
| Премия Гильдии киноактёров США | 1995 | Лучшая женская роль второго плана                               | Пули над Бродвеем                     | Победа    |
| Премия Гильдии киноактёров США | 1997 | Лучший актёрский состав в игровом кино                          | Клетка для пташек                     | Победа    |
| Премия Гильдии киноактёров США | 2001 | Лучший актёрский состав в драматическом телесериале             | Закон и порядок: Преступное намерение | Номинация |
| Премия Гильдии киноактёров США | 2002 | Лучший актёрский состав в драматическом телесериале             | Закон и порядок: Преступное намерение | Номинация |
| Сатурн                         | 1992 | Лучшая киноактриса второго плана                                | Эдвард Руки-ножницы                   | Номинация |